# Comuna Kustivți, Hmilnîk
Kustivți (în ucraineană Кустівці) este o comună în raionul Hmilnîk, regiunea Vinnița, Ucraina, formată din satele Kustivți (reședința) și Rohînți.

## Demografie
Componența lingvistică a satului Kustivți
     Ucraineană (99,15%)
     Alte limbi (0,85%)
Conform recensământului din 2001, majoritatea populației satului Kustivți era vorbitoare de ucraineană (99,15%), existând în minoritate și vorbitori de alte limbi.